# 朱载墝
雒川恭简王朱载墝（1523年—1554年），明朝雒川康定王朱祐架孙，雒川长子朱厚焀与夫人张氏所生嫡长子。

## 生平
嘉靖八年（1529年），朱厚焀去世；嘉靖十九年（1540年），朱祐架去世。嘉靖二十二年（1543年）十二月，明世宗遣成安伯郭瓚等為正使，翰林院檢討陳以勤等為副使，持節冊封雒川长孙朱载墝袭封雒川王，夫人崔氏为王妃；朱厚焀因此被追封为雒川怀顺王。
嘉靖二十六年（1547年）十二月，封朱载墝的母亲夫人张氏为雒川怀顺王妃。
嘉靖三十三年（1554年），朱载墝去世。嘉靖三十八年（1559年）十月，朱载墝的嫡长子朱翊鏴受册袭封。

## 评价
- 《弇山堂别集》卷072：敬順事上，平易不訾。